# Evaristo Carriego
Evaristo Carriego (Paraná, 7 maggio 1883 – Buenos Aires, 13 ottobre 1912) è stato un poeta argentino, conosciuto per l'omonima biografia su di lui scritta da Jorge Luis Borges.
A Evaristo Carriego è un tango composto da Eduardo Rovira ed inciso dalla Orquesta Osvaldo Pugliese nel 1969.

## Opere
- Misas herejes (Heretic Masses) (1908)
- La canción del barrio (La canzone del barrio)